# Alan Thicke
Alan Willis Thicke, ursprungligen Jeffrey, född 1 mars 1947 i Kirkland Lake i Ontario, död 13 december 2016 i Burbank i Kalifornien, var en kanadensisk skådespelare, kompositör, låtskrivare, programledare, röstskådespelare och komiker. 2013 blev Thicke invald i Canada's Walk of Fame.

## Biografi
Alan Thick var son till William och Shirley Jeffrey. De skildes 1953 och modern gifte om sig med Brian Thicke och flyttade till Elliot Lake. Han gick sedan på Elliot Lake Secondary School fram till 1965. Senare gick Thicke på University of Western Ontario, där han senare blev medlem i Delta Upsilon.

## Karriär

### Programledar-karriär

#### Gameshows
Thicke har varit programledare för några gameshows, till exempel First Impressions i slutet av 1970-talet och Animal Crack-Ups i slutet av 1980-talet. 1997 var han värd för en TV-version av brädspelet Pictionary. I början av 2000-talet var han värd för All New 3's a Crowd på Game Show Network.

#### Talkshows
Norman Lear anställde Thicke för att producera och leda skrivpersonalen på Fernwood 2 Night. I slutet av 1970-talet var han en frekvent "gästvärd", nästan som en vikarie, för The Alan Hamel Show, en populär talkshow på kanadensisk TV, som vanligtvis Alan Hamel var värd för. Thicke fortsatte att vara värd för sin egen populära talkhow i Kanada under början av 1980-talet, kallad The Alan Thicke Show. En gång skapades en prime-tidspinoff, Prime Cuts, som bestod av redigerade höjdpunkter från talkhowen. Thicke undertecknades senare för att göra en amerikansk syndikerad late-night talkshow, Thicke of the Night.

#### Andra produktioner
2014 och 2015 var Thicke värd för en resande dansshow, Dancing Pros Live som turnerade USA.

### Produktion och komponering
Thicke hade en framgångsrik karriär som en temasångskompositör, eftersom han ofta samarbetade med sin dåtida fru Gloria Loring under dessa projekt, som inkluderade teman till de populära situationskomedierna Diff'rent Strokes och the Facts of Life. Han skrev också ett antal TV-spels-teman, inklusive The Wizard of Odds (för vilket han också sjöng vokalinledningen), Jokerens Wild, Celebrity Sweepstakes, The Diamond Head Game, Animal Crack-Ups (som han co-skrev med hans bror Todd Thicke och Gary Pickus), Blank Check, Stumpers!, Whew!, och det ursprungliga temat till Wheel of Fortune. Thicke var en populär låtskrivare. Han co-skrev "Sara", en solo hit för Bill Champlin och inkluderad på det senare Runaway-albumet från 1981. 
Thicke producerade en mängd olika tv-program, inklusive Anne Murrays julspecial för CBC, som började i slutet av 1970-talet. 

### Privatliv
Han var gift tre gånger och fick tre barn. Han var först gift med Våra bästa år-skådespelerskan Gloria Loring mellan 1970 och 1984. De fick två söner, Brennan och Robin. Han gifte sig med sin andra hustru Gina Marie Tolleson den 13 augusti 1994 och fick en son, Carter William Thicke, innan de skilde sig den 29 september 1999. Hans tredje hustru var Tanya Callau, som han var gift från 2005 till sin död.. 

### Död
Den 13 december 2016 kollapsade Thicke när han spelande ishockey med sin son vid Carter at Pickwick Gardens i Burbank, Kalifornien. Chefen för hockeyrinken sa att Thick pratade och till och med sa på ett skämtsamt sätt åt sin son att ta en bild på honom när han rullades ut på en bår efter kollapsen. Thicke dog därefter av typ A-aortiskdissektion på Providence Saint Joseph Medical Center i Burbank, 69 år gammal.
Han kremerades vid Santa Barbara Cemetery och ligger även begravd där.